# Кім Нам Іль
Кім Нам Іль (кор. 김남일, нар. 14 березня 1977, Інчхон) — південнокорейський футболіст, що грав на позиції півзахисника.
Виступав, зокрема, за клуби «Чоннам Дрегонс» та «Сувон Самсунг Блювінгз», а також національну збірну Південної Кореї, у складі якої був капітаном та учасником трьох чемпіонатів світу.

## Клубна кар'єра
Почав грати у футбол в третьому класі школи, згодом грав у футбольній команді Університету Ханьян.
Дорослу кар'єру починав 2000 року, у 23 роки, в клубі «Чоннам Дрегонс», що виступав в К-лізі, в якій провів два з половиною сезони, взявши участь у 59 матчах чемпіонату. Більшість часу, проведеного у складі «Чоннам Дрегонс», був основним гравцем команди.

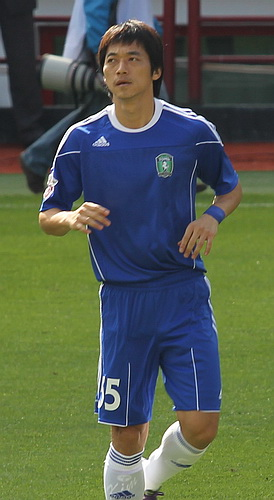
Кім Нам Іль під час виступів за «Том». 21 серпня 2010

Після чемпіонату світу 2002 року пробував свої сили в чемпіонаті Нідерландів, відправившись в оренду в «Ексельсіор» (Роттердам), але в Європі його виступи не були такими вдалими, як на батьківщині і на початку 2003 року кореєць повернувся в «Чоннам Дрегонс», де провів ще два сезони, зігравши у 33 матчах і забивши 7 голів у чемпіонаті.
На початку 2005 року він у результаті обміну на двох футболістів перейшов в клуб «Сувон Самсунг Блювінгз». Відіграв за сувонську команду наступні три сезони своєї ігрової кар'єри. Граючи у складі «Сувон Самсунг Блювінгз» також здебільшого виходив на поле в основному складі команди і виграв з командою в першому сезоні Кубок корейської ліги, Суперкубок Південної Кореї та Кубок чемпіонів Східної Азії.
на початку 2008 року перейшов у японський клуб «Віссел Кобе», де швидко закріпився в основному складі і провів наступні два сезони.
У грудні 2009 року Кім Нам Іль підписав контракт з російським клубом «Том» за схемою «1+1». У «Томі» відразу став одним з лідерів команди, впевнено зайнявши місце в основному складі. 5 липня 2010 року вирішив скористатися пунктом в контракті, який дозволяє перейти в інший клуб, якщо за нього буде сплачена компенсація в 500 мільйонів південнокорейських вон, перейшов у саудівський клуб «Аль-Шабаб», однак 20 липня 2010 року повернувся в «Том» і продовжив контракт до кінця 2011 року. У сезоні 2010 року у чемпіонаті Росії провів за томичів 24 матчі, в яких двічі вилучався з поля. 16 листопада 2011 розірвав розірвав контракт з клубом і покинув «Том». У другому своєму сезоні в Томську футболіст зіграв 17 матчів.
Після цього повернувся на батьківщину і з початку 2012 років захищав кольори клубів «Інчхон Юнайтед» та «Чонбук Хьонде Моторс».
Завершив професійну ігрову кар'єру у клубі «Кіото Санга» з другого дивізіону японської Джей-ліги, за який виступав протягом сезону 2015 року.

## Виступи за збірну
В грудні 1998 року дебютував в офіційних матчах у складі національної збірної Південної Кореї у рамках футбольного турніру на Літніх Азійських іграх, де зіграв проти В'єтнаму і ОАЕ, після чого півтора року за збірну не грав.
У складі збірної був учасником розіграшу Золотого кубка КОНКАКАФ 2002 року у США, де запрошені як гості корейці зайняли четверте місце. Того ж року добре проявив себе на «домашньому» чемпіонаті світу 2002 року, де його команда під проводом Гуса Хіддінка також посіла 4-е місце.
Через два роки зіграв на кубку Азії 2004 року у Китаї, де команда вилетіла ще на стадії чвертьфіналів.
2006 року взяв участь у другому для себе чемпіонаті світу у Німеччині, де корейська збірна не змогла вийти з групи. У тому ж році став капітаном збірної, отримавши пов'язку від воротаря збірної Лі Ун Дже.
2010 року втретє потрапив до заявки своєї збірної на мундіаль у ПАР. 12 червня став першим футболістом російської Прем'єр-ліги, який зіграв на цьому чемпіонаті світу, вийшовши на заміну в матчі проти збірної Греції. Також зіграв у матчах групового етапу проти команд Аргентини і Нігерії. У матчі з Нігерією допустив помилку, заробивши пенальті, реалізований Якубу Аєгбені, тим самим трохи не позбавивши свою збірну виходу з групи. У матчі 1/8 фіналу проти збірної Уругваю на полі вже не виходив. Після цього чемпіонату до збірної більше не залучався.
Протягом кар'єри у національній команді, яка тривала 16 років, провів у формі головної команди країни 98 матчів, забивши 2 голи. Його перший гол відбувся в товариському матчі проти збірної Хорватії 10 листопада 2001 року (2:0). Удруге він відзначився голом у ворота збірної Ірану 31 липня 2004 року.

## Статистика виступів

### Клубна
| Чемпіонат      | Чемпіонат        | Чемпіонат      | Ліга | Ліга | Кубок                 | Кубок                 | Кубок ліги         | Кубок ліги         | Всього | Всього |
| Сезон          | Клуб             | Ліга           | Ігри | Голи | Ігри                  | Голи                  | Ігри               | Голи               | Ігри   | Голи   |
| Південна Корея | Південна Корея   | Південна Корея | Ліга | Ліга | Кубок Південної Кореї | Кубок Південної Кореї | Кубок Ліги         | Кубок Ліги         | Всього | Всього |
| -------------- | ---------------- | -------------- | ---- | ---- | --------------------- | --------------------- | ------------------ | ------------------ | ------ | ------ |
| 2000           | «Чоннам Дрегонс» | К-ліга         | 20   | 0    |                       |                       | 10                 | 1                  | 30     | 1      |
| 2001           | «Чоннам Дрегонс» | К-ліга         | 25   | 0    |                       |                       | 0                  | 0                  | 25     | 0      |
| 2002           | «Чоннам Дрегонс» | К-ліга         | 14   | 0    |                       |                       | 1                  | 0                  | 15     | 0      |
| Нідерланди     | Нідерланди       | Нідерланди     | Ліга | Ліга | Кубок Нідерландів     | Кубок Нідерландів     | Кубок Ліги         | Кубок Ліги         | Всього | Всього |
| 2002/03        | «Ексельсіор»     | Ередивізі      | 8    | 0    | 0                     | 0                     | -                  | -                  | 8      | 0      |
| Південна Корея | Південна Корея   | Південна Корея | Ліга | Ліга | Кубок Південної Кореї | Кубок Південної Кореї | Кубок Ліги         | Кубок Ліги         | Всього | Всього |
| 2003           | «Чоннам Дрегонс» | К-ліга         | 23   | 6    | 0                     | 0                     | -                  | -                  | 23     | 6      |
| 2004           | «Чоннам Дрегонс» | К-ліга         | 10   | 1    | 2                     | 0                     | 0                  | 0                  | 12     | 1      |
| 2005           | «Сувон Блювінгз» | К-ліга         | 2    | 0    | 3                     | 2                     | 4                  | 0                  | 9      | 2      |
| 2006           | «Сувон Блювінгз» | К-ліга         | 23   | 0    | 4                     | 0                     | 3                  | 0                  | 30     | 0      |
| 2007           | «Сувон Блювінгз» | К-ліга         | 20   | 0    | 1                     | 0                     | 8                  | 0                  | 29     | 0      |
| Японія         | Японія           | Японія         | Ліга | Ліга | Кубок Імператора      | Кубок Імператора      | Кубок Джей-ліги    | Кубок Джей-ліги    | Всього | Всього |
| 2008           | «Віссел» (Кобе)  | Джей-ліга      | 31   | 1    | 1                     | 0                     | 1                  | 0                  | 33     | 1      |
| 2009           | «Віссел» (Кобе)  | Джей-ліга      | 23   | 0    | 1                     | 0                     | 2                  | 0                  | 26     | 0      |
| Росія          | Росія            | Росія          | Ліга | Ліга | Кубок Росії           | Кубок Росії           | Кубок Прем'єр-ліги | Кубок Прем'єр-ліги | Всього | Всього |
| 2010           | «Том»            | Прем'єр-ліга   | 24   | 0    | 1                     | 0                     | -                  | -                  | 25     | 0      |
| 2011–12        | «Том»            | Прем'єр-ліга   | 17   | 0    | 0                     | 0                     | -                  | -                  | 17     | 0      |
| Південна Корея | Південна Корея   | Південна Корея | Ліга | Ліга | Кубок Південної Кореї | Кубок Південної Кореї | Кубок Ліги         | Кубок Ліги         | Всього | Всього |
| 2012           | «Інчхон Юнайтед» | К-ліга         | 34   | 0    | 0                     | 0                     | 0                  | 0                  | 34     | 0      |
| 2013           | «Інчхон Юнайтед» | К-ліга         | 25   | 0    | 0                     | 0                     | 0                  | 0                  | 25     | 0      |
| 2014           | «Чонбук Моторс»  | К-ліга         | 20   | 2    | 0                     | 0                     | 0                  | 0                  | 20     | 2      |
| Японія         | Японія           | Японія         | Ліга | Ліга | Кубок Імператора      | Кубок Імператора      | Кубок Джей-ліги    | Кубок Джей-ліги    | Всього | Всього |
| 2015           | «Кіото Санга»    | Джей-ліга 2    | 0    | 0    | 0                     | 0                     | 0                  | 0                  | 0      | 0      |
| Країна         | Південна Корея   | Південна Корея | 216  | 9    | 14                    | 2                     | 26                 | 1                  | 256    | 12     |
| Країна         | Нідерланди       | Нідерланди     | 8    | 0    | 0                     | 0                     | -                  | -                  | 8      | 0      |
| Країна         | Японія           | Японія         | 54   | 1    | 2                     | 0                     | 3                  | 0                  | 59     | 1      |
| Країна         | Росія            | Росія          | 41   | 0    | 0                     | 0                     | -                  | -                  | 41     | 0      |
| Всього         | Всього           | Всього         | 319  | 10   | 16                    | 2                     | 29                 | 1                  | 364    | 14     |

### Статистика виступів за збірну
| Дата       | Місто               | Господарі         | Результат             | Гості                | Турнір                                   | Голи | Примітки |
| ---------- | ------------------- | ----------------- | --------------------- | -------------------- | ---------------------------------------- | ---- | -------- |
| 4-12-1998  | Накхонсаван         | В'єтнам           | 0 – 4                 | Південна Корея       | Літні Азійські ігри 1998                 | -    | 67'      |
| 9-12-1998  | Бангкок             | ОАЕ               | 1 – 2                 | Південна Корея       | Літні Азійські ігри 1998                 | -    | 74'      |
| 28-5-2000  | Сеул                | Південна Корея    | 0 – 0                 | Югославія            | товариський матч                         | -    | 87'      |
| 7-6-2000   | Тегеран             | Південна Корея    | 2 – 1                 | Північна Македонія   | Кубок LG                                 | -    | 54'      |
| 9-6-2000   | Тегеран             | Південна Корея    | 1 – 0                 | Єгипет               | Кубок LG                                 | -    | 85'      |
| 15-8-2001  | Брно                | Чехія             | 5 – 0                 | Південна Корея       | товариський матч                         | -    |          |
| 13-9-2001  | Теджон              | Південна Корея    | 2 – 2                 | Нігерія              | товариський матч                         | -    |          |
| 16-9-2001  | Пусан               | Південна Корея    | 2 – 1                 | Нігерія              | товариський матч                         | -    |          |
| 8-11-2001  | Чонджу              | Південна Корея    | 0 – 1                 | Сенегал              | товариський матч                         | -    | 85'      |
| 10-11-2001 | Сеул                | Південна Корея    | 2 – 0                 | Хорватія             | товариський матч                         | 1    | 31'      |
| 13-11-2001 | Кванджу             | Південна Корея    | 1 – 1                 | Хорватія             | товариський матч                         | -    | 46'      |
| 9-12-2001  | Согвіпхо            | Південна Корея    | 1 – 0                 | США                  | товариський матч                         | -    | 54'      |
| 19-1-2002  | Пасадена            | США               | 2 – 1                 | Південна Корея       | Кубок КОНКАКАФ 2002 - 1-й етап           | -    | 9'       |
| 23-1-2002  | Пасадена            | Південна Корея    | 0 – 0                 | Куба                 | Кубок КОНКАКАФ 2002 - 1-й етап           | -    |          |
| 27-1-2002  | Пасадена            | Мексика           | 0 – 0 д.ч. (2-4 п.п.) | Південна Корея       | Кубок КОНКАКАФ 2002 - чвертьфінал        | -    | 92'      |
| 2-2-2002   | Пасадена            | Південна Корея    | 1 – 2                 | Канада               | Кубок КОНКАКАФ 2002 - матч за 3-тє місце | -    | 6'       |
| 13-2-2002  | Монтевідео          | Уругвай           | 2 – 1                 | Південна Корея       | товариський матч                         | -    |          |
| 13-3-2002  | Туніс               | Туніс             | 0 – 0                 | Південна Корея       | товариський матч                         | -    |          |
| 20-3-2002  | Картагена           | Фінляндія         | 0 – 2                 | Південна Корея       | товариський матч                         | -    | 79'      |
| 26-3-2002  | Бохум               | Південна Корея    | 0 – 0                 | Туреччина            | товариський матч                         | -    | 74'      |
| 27-4-2002  | Інчхон              | Південна Корея    | 0 – 0                 | КНР                  | товариський матч                         | -    |          |
| 21-5-2002  | Согвіпхо            | Південна Корея    | 1 – 1                 | Англія               | товариський матч                         | -    | 89'      |
| 26-5-2002  | Сувон               | Південна Корея    | 2 – 3                 | Франція              | товариський матч                         | -    | 46'      |
| 4-6-2002   | Пусан               | Південна Корея    | 2 – 0                 | Польща               | ЧС 2002 - 1-й етап                       | -    |          |
| 10-6-2002  | Тегу                | Південна Корея    | 1 – 1                 | США                  | ЧС 2002 - 1-й етап                       | -    | 61'      |
| 14-6-2002  | Інчхон              | Португалія        | 0 – 1                 | Південна Корея       | ЧС 2002 - 1-й етап                       | -    | 74'      |
| 18-6-2002  | Теджон              | Південна Корея    | 2 – 1                 | Італія               | ЧС 2002 - 1/8 фіналу                     | -    | 68'      |
| 22-6-2002  | Кванджу             | Іспанія           | 0 – 0 д.ч. (3-5 п.п.) | Південна Корея       | ЧС 2002 - чвертьфінал                    | -    | 32'      |
| 20-11-2002 | Сеул                | Південна Корея    | 2 – 3                 | Бразилія             | товариський матч                         | -    | 46'      |
| 29-3-2003  | Пусан               | Південна Корея    | 0 – 0                 | Колумбія             | товариський матч                         | -    | 79'      |
| 31-5-2003  | Токіо               | Японія            | 0 – 1                 | Південна Корея       | товариський матч                         | -    |          |
| 8-6-2003   | Сеул                | Південна Корея    | 0 – 2                 | Уругвай              | товариський матч                         | -    |          |
| 11-6-2003  | Сеул                | Південна Корея    | 0 – 1                 | Аргентина            | товариський матч                         | -    |          |
| 25-9-2003  | Інчхон              | Південна Корея    | 5 – 0                 | В'єтнам              | Відбір до Кубка Азії 2004                | -    |          |
| 27-9-2003  | Інчхон              | Південна Корея    | 1 – 0                 | Оман                 | Відбір до Кубка Азії 2004                | -    |          |
| 29-9-2003  | Інчхон              | Південна Корея    | 16 – 0                | Непал                | Відбір до Кубка Азії 2004                | -    | 76'      |
| 19-10-2003 | Маскат              | В'єтнам           | 1 – 0                 | Південна Корея       | Відбір до Кубка Азії 2004                | -    |          |
| 21-10-2003 | Маскат              | Оман              | 3 – 1                 | Південна Корея       | Відбір до Кубка Азії 2004                | -    | 15'      |
| 24-10-2003 | Маскат              | Непал             | 0 – 7                 | Південна Корея       | Відбір до Кубка Азії 2004                | -    | 74'      |
| 18-11-2003 | Сеул                | Південна Корея    | 0 – 1                 | Болгарія             | товариський матч                         | -    | 58'      |
| 14-2-2004  | Ульсан              | Південна Корея    | 5 – 0                 | Оман                 | товариський матч                         | -    |          |
| 18-2-2004  | Сувон               | Південна Корея    | 2 – 0                 | Ліван                | Відбір до ЧС 2006                        | -    | 19'      |
| 31-3-2004  | Мале (місто)        | Мальдіви          | 0 – 0                 | Південна Корея       | Відбір до ЧС 2006                        | -    |          |
| 28-4-2004  | Інчхон              | Південна Корея    | 0 – 0                 | Парагвай             | товариський матч                         | -    | 13'      |
| 2-6-2004   | Сеул                | Південна Корея    | 0 – 1                 | Туреччина            | товариський матч                         | -    | 24' 46'  |
| 5-6-2004   | Тегу                | Південна Корея    | 2 – 1                 | Туреччина            | товариський матч                         | -    |          |
| 9-6-2004   | Теджон              | Південна Корея    | 2 – 0                 | В'єтнам              | Відбір до ЧС 2006                        | -    | 46'      |
| 14-7-2004  | Сеул                | Південна Корея    | 1 – 1                 | Тринідад і Тобаго    | товариський матч                         | -    |          |
| 19-7-2004  | Цзінань             | Південна Корея    | 0 – 0                 | Йорданія             | Кубок Азії 2004 - 1-й етап               | -    | 14'      |
| 23-7-2004  | Цзінань             | ОАЕ               | 0 – 2                 | Південна Корея       | Кубок Азії 2004 - 1-й етап               | -    |          |
| 27-7-2004  | Цзінань             | Південна Корея    | 4 – 0                 | Кувейт               | Кубок Азії 2004 - 1-й етап               | -    | 60'      |
| 31-7-2004  | Цзінань             | Південна Корея    | 3 – 4                 | Іран                 | Кубок Азії 2004 - чвертьфінал            | 1    |          |
| 15-1-2005  | Лос-Анджелес        | Колумбія          | 2 – 1                 | Південна Корея       | товариський матч                         | -    | 46'      |
| 19-1-2005  | Лос-Анджелес        | Парагвай          | 1 – 1                 | Південна Корея       | товариський матч                         | -    |          |
| 22-1-2005  | Карсон              | Швеція            | 1 – 1                 | Південна Корея       | товариський матч                         | -    | 87'      |
| 4-2-2005   | Сеул                | Південна Корея    | 0 – 1                 | Єгипет               | товариський матч                         | -    | 46'      |
| 9-2-2005   | Сеул                | Південна Корея    | 2 – 0                 | Кувейт               | Відбір до ЧС 2006                        | -    |          |
| 25-3-2005  | Даммам              | Саудівська Аравія | 2 – 0                 | Південна Корея       | Відбір до ЧС 2006                        | -    | 85'      |
| 25-1-2006  | Ер-Ріяд             | Фінляндія         | 0 – 1                 | Південна Корея       | Кубок LG                                 | -    | 66' 83'  |
| 1-2-2006   | Гонконг             | Південна Корея    | 1 – 3                 | Данія                | Кубок Carlsberg                          | -    |          |
| 11-2-2006  | Окленд (Каліфорнія) | Південна Корея    | 2 – 0                 | Коста-Рика           | товариський матч                         | -    | 63'      |
| 15-2-2006  | Лос-Анджелес        | Мексика           | 0 – 1                 | Південна Корея       | товариський матч                         | -    |          |
| 22-2-2006  | Алеппо              | Сирія             | 1 – 2                 | Південна Корея       | Відбір до Кубка Азії 2007                | -    | 16'      |
| 1-3-2006   | Сеул                | Південна Корея    | 1 – 0                 | Ангола               | товариський матч                         | -    |          |
| 26-5-2006  | Сеул                | Південна Корея    | 2 – 0                 | Боснія і Герцеговина | товариський матч                         | -    | 67'      |
| 4-6-2006   | Единбург            | Гана              | 3 – 1                 | Південна Корея       | товариський матч                         | -    | 81'      |
| 13-6-2006  | Франкфурт-на-Майні  | Південна Корея    | 2 – 1                 | Того                 | ЧС 2006 - 1-й етап                       | -    | 68'      |
| 18-6-2006  | Лейпциг             | Франція           | 1 – 1                 | Південна Корея       | ЧС 2006 - 1-й етап                       | -    |          |
| 23-6-2006  | Ганновер            | Швейцарія         | 2 – 0                 | Південна Корея       | ЧС 2006 - 1-й етап                       | -    |          |
| 16-8-2006  | Тайбей              | Китайський Тайбей | 0 – 3                 | Південна Корея       | Відбір до Кубка Азії 2007                | -    |          |
| 2-9-2006   | Сеул                | Південна Корея    | 1 – 1                 | Іран                 | Відбір до Кубка Азії 2007                | -    |          |
| 6-9-2006   | Сувон               | Південна Корея    | 8 – 0                 | Китайський Тайбей    | Відбір до Кубка Азії 2007                | -    | 55'      |
| 11-10-2006 | Сеул                | Південна Корея    | 1 – 1                 | Сирія                | Відбір до Кубка Азії 2007                | -    |          |
| 6-2-2007   | Лондон              | Греція            | 0 – 1                 | Південна Корея       | товариський матч                         | -    | 61'      |
| 2-6-2007   | Сеул                | Південна Корея    | 0 – 2                 | Нідерланди           | товариський матч                         | -    | 46'      |
| 30-1-2008  | Сеул                | Південна Корея    | 0 – 1                 | Чилі                 | товариський матч                         | -    | 18'      |
| 6-2-2008   | Сеул                | Південна Корея    | 4 – 0                 | Туркменістан         | Відбір до ЧС 2010                        | -    | 77'      |
| 17-2-2008  | Чунцін              | КНР               | 2 – 3                 | Південна Корея       | Чемпіонат Східної Азії 2008              | -    |          |
| 20-2-2008  | Чунцін              | Південна Корея    | 1 – 1                 | Північна Корея       | Чемпіонат Східної Азії 2008              | -    | 46'      |
| 23-2-2008  | Чунцін              | Японія            | 1 – 1                 | Південна Корея       | Чемпіонат Східної Азії 2008              | -    | 40' 56'  |
| 26-3-2008  | Шанхай              | Північна Корея    | 0 – 0                 | Південна Корея       | Відбір до ЧС 2010                        | -    | 28'      |
| 31-5-2008  | Сеул                | Південна Корея    | 2 – 2                 | Йорданія             | Відбір до ЧС 2010                        | -    |          |
| 7-6-2008   | Амман               | Йорданія          | 2 – 2                 | Південна Корея       | Відбір до ЧС 2010                        | -    | 68'      |
| 14-6-2008  | Ашгабат             | Туркменістан      | 1 – 3                 | Південна Корея       | Відбір до ЧС 2010                        | -    | 77'      |
| 22-6-2008  | Сеул                | Південна Корея    | 0 – 0                 | Північна Корея       | Відбір до ЧС 2010                        | -    | 71'      |
| 5-9-2008   | Сеул                | Південна Корея    | 1 – 0                 | Йорданія             | товариський матч                         | -    | 46'      |
| 10-9-2008  | Шанхай              | Північна Корея    | 1 – 1                 | Південна Корея       | Відбір до ЧС 2010                        | -    | 62'      |
| 5-9-2009   | Сеул                | Південна Корея    | 3 – 1                 | Австралія            | товариський матч                         | -    | 70'      |
| 14-10-2009 | Сеул                | Південна Корея    | 2 – 0                 | Сенегал              | товариський матч                         | -    | 46'      |
| 18-11-2009 | Лондон              | Південна Корея    | 0 – 1                 | Сербія               | товариський матч                         | -    |          |
| 3-3-2009   | Лондон              | Кот-д'Івуар       | 0 – 2                 | Південна Корея       | товариський матч                         | -    | 46'      |
| 24-5-2010  | Сайтама (Сайтама)   | Японія            | 0 – 2                 | Південна Корея       | товариський матч                         | -    | 46'      |
| 30-5-2010  | Куфштайн            | Білорусь          | 1 – 0                 | Південна Корея       | товариський матч                         | -    | 46'      |
| 3-6-2010   | Інсбрук             | Іспанія           | 1 – 0                 | Південна Корея       | товариський матч                         | -    | 46'      |
| 12-6-2010  | Порт-Елізабет       | Південна Корея    | 2 – 0                 | Греція               | ЧС 2010 - 1-й етап                       | -    | 74'      |
| 17-6-2010  | Йоганнесбург        | Аргентина         | 4 – 1                 | Південна Корея       | ЧС 2010 - 1-й етап                       | -    | 46'      |
| 22-6-2010  | Дурбан              | Нігерія           | 2 – 2                 | Південна Корея       | ЧС 2010 - 1-й етап                       | -    | 64' 68'  |
| 4-6-2013   | Бейрут              | Ліван             | 1 – 1                 | Південна Корея       | Відбір до ЧС 2014                        | -    |          |
| Усього     |                     | Матчів            | 98                    |                      | Голів                                    | 2    |          |

## Досягнення

### Командні
«Сувон Блювінгз»
- Чемпіонат Південної Кореї
  - Віце-чемпіон: 2006
- Кубок Південної Кореї
  - Фіналіст: 2006
- Кубок південнокорейської ліги
  - Володар: 2005
- Суперкубок Південної Кореї
  - Володар: 2005
- Кубок чемпіонів Східної Азії
  - Володар: 2005

 «Чонбук Моторс»
- Чемпіонат Південної Кореї
  - Чемпіон: 2014

### Збірні
- Переможець Юнацького (U-19) кубка Азії: 1996
- Переможець Кубка Східної Азії: 2008

### Індивідуальні
- Член символічної збірної Золотого кубка КОНКАКАФ: 2002
- Член символічної збірної чемпіонату Південної Кореї: 2003
- Найцінніший гравець чемпіонату Східної Азії: 2008